# John Simmons Barth
John Simmons Barth (27. května 1930, Cambridge, Maryland, USA – 2. dubna 2024, Bonita Springs, Florida) byl americký spisovatel.
Barth se narodil ve městě Cambridge ve státě Maryland. Nejprve studoval na umělecké škole Julliard, ze které přešel na Johns Hopkins University, kde studium zakončil magisterským titulem. Následně přednášel na několika amerických vysokých školách (např. University at Buffalo, The State University of New York). V roce 1991 odešel do důchodu.

## Dílo
Barth svou literární kariéru zahájil dvěma krátkými romány The Floating Opera (1956) a The End of the Road (1958), které se zabývaly kontroverzními tématy, v prvním případě sebevraždou a ve druhém potratem. Šlo ještě o přímočaré příběhy.
Román The Sot-Weed Factor (1960) byl literárním skokem v podobě osmisetstránkového parodického eposu o kolonizaci Marylandu založeném na skutečném básníkovi jménem Ebenezer Cook, který napsal báseň se stejným názvem. The Sot-Weed Factor bylo rozsáhlé, volně vystavěné dílo s mnoha odbočkami a příběhy v rámci příběhů.
Další knihu, Giles Goat-Boy (1966), lze popsat jako fiktivní evangelium o napůl člověku, napůl kozlovi, který objeví svou lidskost a stane se spasitelem na univerzitě, která alegoricky ztělesňuje celý vesmír.
Sbírka povídek Lost in the Funhouse (1968) a sbírka novel Chimera (1972) byly typickými ukázkami využití metafikce, stavějící do popředí proces psaní. V další knize nazvané LETTERS (1979) spolu prostřednictvím dopisů vzájemně komunikovali Barth a postavy z jeho předchozích šesti knih.
Během psaní těchto knih Barth uvažoval o teoretických problémech psaní beletrie, nejvýznamněji pak v eseji The Literature of Exhaustion (Literatura vyčerpanosti) (1967), která byla obecně považována za prohlášení o „smrti románu“, ačkoli sám autor tuto interpretaci zmírňoval.
Jeho próza i nadále balancuje mezi postmoderním uvědomováním si vlastní existence a hrou se slovy na straně jedné a tradičními literárními postupy typickými pro klasické i současné vyprávění na straně druhé. Například v románu The Tidewater Tales (1987) sledujeme spisovatele potýkajícího se s autorským blokem, který se s těhotnou manželkou plaví na jachtě po zátoce Chesapeake a mimo jiné se setkávají s Odysseem, donem Quijotem či Šeherezádou.
V roce 2020 vydalo nakladatelství Dokořán román Na konci cesty (přel. Jaroslav Hronek). Šlo o vůbec první knižní vydání Barthova díla v češtině.

## Seznam děl
- Seznam děl v Souborném katalogu ČR, jejichž autorem nebo tématem je John Simmons Barth
- The Floating Opera (Plovoucí opera) – (1956) – nominace na National Book Award
- The End of the Road – (1958), česky Na konci cesty (Dokořán 2020), přeložil Jaroslav Hronek
- The Sot-Weed Factor (Dodavatel ohlupujícího býlí) – (1960)
- Giles Goat-Boy (Giles, pasáček koz) – (1966)
- Lost in the Funhouse: Fiction for Print, Tape, Live Voice (Ztracen v panoptiku: Fikce pro tisk, zvukový pásek, živý hlas) – (1968) – nominace na National Book Award
- Chimera (Chiméra) – (1972) – získala National Book Award
- LETTERS: A Novel (DOPISY: Román) – (1979)
- Sabbatical: A Romance (Akademická dovolená: Romance) – (1982)
- The Tidewater Tales: A Novel (Slapové příběhy: Román) – (1987)
- The Last Voyage of Somebody the Sailor (Poslední plavba Kohosi, námořníka) – (1991)
- Once upon a Time: A Floating Opera (Bylo nebylo: Plovoucí opera) – (1994)
- On with the Story (Pokročme v příběhu) – (1996)
- Coming Soon!!! A Narrative (Již brzy!!!: Příběh) – (2001)
- The Book of Ten Nights and a Night: Eleven Stories (Kniha deseti a jedné noci: Jedenáct povídek) – (2004)
- Where Three Roads Meet: Novellas (Kde se tři cesty sbíhají: Novely) – (2005)

Esejistické sbírky:
- The Friday Book (Páteční kniha) – (1984)
- Further Fridays (Další pátky) – (1995)